# Madonna col Bambino tra i santi Girolamo e Bernardo
La Madonna col Bambino tra i santi Girolamo e Bernardo è un dipinto a tempera su tavola (diametro 112 cm) di Luca Signorelli, databile al 1492-1493 circa e conservato nella Galleria Corsini di Palazzo Corsini al Parione a Firenze. 
Dell'opera esiste una replica autografa di dimensioni superiori, il Tondo Baduel al Museo Bandini di Fiesole.

## Descrizione e stile
L'opera è uno dei migliori esempi delle riflessioni dell'artista sul tema del tondo, frequenti in quegli anni. Si trattava di un tema tipicamente fiorentino in cui una serie di personaggi, solitamente una Sacra Famiglia o una Madonna col Bambino magari con angeli e/o santi, erano circoscritti nel cerchio cercando di ottenere una piacevole valorizzazione della forma attraverso il vario disporsi dei personaggi.
Il tondo Corsini mostra una Madonna col Bambino monumentale al centro, dalla tipica fisionomia signorelliana, affiancata da due santi che, nell'incurvarsi verso di essa in adorazione, con le schiene assecondano la forma del dipinto. Essi sono san Girolamo a sinistra, riconoscibile per la lunga barba, la canizie, l'abito eremitico e la pietra con cui era solito battersi il petto in segno di penitenza, e san Bernardo di Chiaravalle a destra, con l'abito certosino. Tra quest'ultimo e Maria si apre un piccolo brano di paesaggio, con alberi, un colle e una lontana cittadina. 
Tipica dello stile dell'artista di quegli anni è la forte accentuazione plastica delle figure, tramite il panneggio sbalzato come una scultura, e un'impostazione generale dei personaggi assorta a toni malinconici, ma non patetici, come nella produzione popolare ispirata alle prediche savonaroliane.